# Ladigesia roloffi
El characino enano de Sierra Leona (Ladigesia roloffi) es una especie de peces de la familia Alestidae en el orden de los Characiformes. Es la única especie del género Ladigesia monoespecífico. Es usado comercialmente en acuarios de agua dulce.

## Morfología
Los machos pueden llegar alcanzar los 3,1 cm de longitud máxima. No tiene espinas en la aleta anal, cuerpo pequeño, la línea lateral es incompleta, parte dorsal sin escamas desde detrás del opérculo hasta la aleta adiposa.

## Hábitat
Es un pez de agua dulce pelágico y de clima tropical (22 °C-26 °C).

## Distribución geográfica
Se distribuye por ríos y agua estancadas de África, en Sierra Leona y Liberia.